# Friedrich-Schiller-Universität Jena
De Friedrich-Schiller-Universität Jena is een Duitse universiteit in de stad Jena, die deel uitmaakt van de Coimbragroep. De universiteit draagt sinds 1934 de naam van de dichter Friedrich Schiller.
De universiteit telt meer dan 21.000 studenten en 340 professoren. De huidige rector, Klaus Dicke, is de 317de rector sedert de oprichting op 2 februari 1558.

## Faculteiten
- Theologie
- Filosofie
- Rechtsgeleerdheid
- Economische wetenschappen en administratie
- Sociale en gedragswetenschappen
- Wiskunde en informatica
- Fysica en astronomie
- Scheikunde en aardwetenschappen
- Biologie en farmacie
- Geneeskunde

## Bekende alumni
- Eva Ahnert-Rohlfs, astronoom
- Ernst Gottfried Baldinger, fysicus
- Gottfried Benn, essayist en dichter
- Hans Berger, psychiater en neurowetenschapper
- Alfred Brehm, zoöloog en ornitholoog
- Rudolf Carnap, filosoof
- Nathan Cobb, zoöloog
- Georg Friedrich Creuzer, filoloog en archeoloog
- Gottlob Frege, wiskundige en filosoof
- Roland Freisler, rechter en politicus
- Johann Matthias Gesner, classicus
- Nelson Glueck, rabbijn en archeoloog
- Peter Griess, scheikundige en pionier van de organische scheikunde
- Friedrich von Hagedorn, dichter
- Arvid Harnack, jurist en econoom
- Gerhart Hauptmann, toneelschrijver
- Cuno Hoffmeister, astronoom
- Ján Kollár, schrijver, archeoloog, politicus en ideologist
- Karl Christian Friedrich Krause, filosoof
- Gottfried Leibniz, wiskundige en filosoof
- August Leskien, taalkundige
- Robert Ley, politicus
- Karl Marx, denker en filosoof
- Axel Oxenstierna, staatsman
- Samuel von Pufendorf, rechtsfilosoof, politiek denker en historicus
- Arthur Schopenhauer, filosoof
- Hugo Schuchardt, taalkundige
- Johann Gustav Stickel, theoloog, orïentalist en numismaticus
- Kurt Tucholsky, schrijver, columnist en journalist
- Christa Wolf, schrijfster
- Christian Wolff, filosoof en rechtsgeleerde

Aarhus ·
Åbo ·
Barcelona ·
Bergen ·
Boedapest ·
Bologna ·
Bristol ·
Cambridge ·
Coimbra ·
Dublin ·
Edinburgh ·
Galway ·
Genève ·
Göttingen ·
Graz ·
Granada ·
Groningen ·
Heidelberg ·
Iași ·
Jena ·
Krakau ·
Leiden ·
Leuven ·
Louvain-la-Neuve ·
Lyon ·
Montpellier ·
Oxford ·
Padua ·
Pavia ·
Poitiers ·
Praag ·
Salamanca ·
Siena ·
Tartu ·
Thessaloniki ·
Turku ·
Uppsala ·
Würzburg
Aken · Augsburg · Bamberg: Otto-Friedrich · Bayreuth · Berlijn (Vrije Universiteit · Humboldt · Technische Universiteit · Kunsten) · Bielefeld · Bochum · Bonn · Braunschweig · Bremen (Universiteit Bremen · Jacobs University) · Chemnitz · Clausthal · Cottbus-Brandenburg · Darmstadt · Dortmund · Dresden · Duisburg-Essen · Düsseldorf: Heinrich Heine · Eichstätt-Ingolstadt · Erfurt · Erlangen-Neurenberg: Friedrich-Alexander · Frankfurt am Main · Frankfurt an der Oder: Europa · Freiberg · Freiburg · Gießen · Göttingen: Georg August · Greifswald: Ernst Moritz Arndt · Hagen · Halle-Wittenberg: Martin Luther · Heidelberg: Ruprecht Karls · Hamburg (Hamburg · HafenCity · Hamburg-Harburg · Helmut Schmidt) · Hannover (Hannover · Medische Hogeschool) · Hildesheim · Hohenheim · Ilmenau · Jena: Friedrich Schiller · Kaiserslautern · Karlsruhe · Kassel · Keulen · Duitse Sporthogeschool Keulen · Kiel: Christian Albrechts · Koblenz-Landau · Konstanz · Leipzig · Lübeck · Lüneburg: Leuphana · Magdeburg: Otto von Guericke · Mainz: Johannes Gutenberg · Mannheim · Marburg: Philipps · München (Ludwig Maximilians · Technische Universiteit · Oekraïense Vrije Universiteit · Universiteit van het Bondsleger) · Münster · Oldenburg: Carl von Ossietzky · Osnabrück · Paderborn · Passau · Potsdam · Regensburg · Reutlingen · Rostock · Saarbrücken · Siegen · Stuttgart · Trier · Tübingen: Eberhard-Karls · Ulm · Vechta · Weimar: Bauhaus · Witten: Herdecke · Wuppertal · Würzburg: Julius Maximilians